# Giuseppe Fanelli
Giuseppe Fanelli (ur. 13 października 1827 w Neapolu, zm. 5 stycznia 1877 tamże) – włoski inżynier i architekt, uczestnik Wiosny Ludów, w 1861 deputowany do parlamentu, działacz I Międzynarodówki, w której był zwolennikiem Michaiła Bakunina i anarchokolektywizmu.
W 1868 jako wysłannik Międzynarodówki zainicjował powstanie jej hiszpańskich sekcji (w Madrycie i Barcelonie), które jednocześnie zapoczątkowały hiszpański ruch anarchistyczny.